# Being Mary Jane
Being Mary Jane ist eine US-amerikanische Fernsehserie, deren Pilotfolge am 2. Juli 2013 auf BET ausgestrahlt wurde. Die Serie um eine erfolgreiche Talkshowmoderatorin wurde von Mara Broock Akil und ihrem Ehemann Salim Akil entwickelt.
Die Ausstrahlung der dritten Staffel endete im Dezember 2015, die Ausstrahlung einer vierten Staffel begann im Januar 2017.

## Handlung
Mary Jane Paul ist eine erfolgreiche Talkshowmoderatorin. Ihr größter Traum ist es jedoch, eines Tages die Abendnachrichten zu moderieren. Außerdem versucht sie, den richtigen Mann zu finden.

## Besetzung

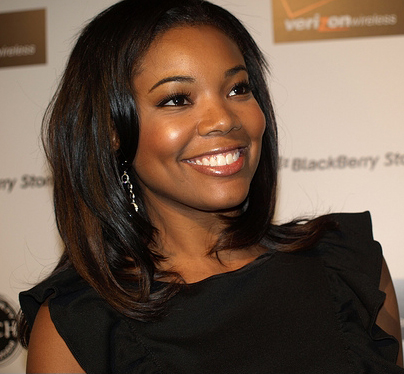
Hauptdarstellerin Gabrielle Union

| Schauspieler      | Rollenname          |
| ----------------- | ------------------- |
| Gabrielle Union   | Mary Jane Paul      |
| Lisa Vidal        | Kara                |
| Margaret Avery    | Helen Patterson     |
| Omari Hardwick    | Andre Daniels       |
| Richard Brooks    | Patrick Patterson   |
| B. J. Britt       | Paul Patterson, Jr. |
| Latarsha Rose     | Dr. Lisa Hudson     |
| Raven Goodwin     | Niecy               |
| Aaron D. Spears   | Mark Bradley        |
| Richard Roundtree | Paul Patteron, Sr.  |
| Tika Sumpter      | Tonya               |

## Produktion und Ausstrahlung
Ursprünglich sollte der Titel der Serie Single Black Female lauten. Unter diesem Serientitel wurde auch die eigentliche Pilotfolge im Februar 2012 bestellt. Als Darsteller wurden Gabrielle Union, Richard Roundtree, Omari Hardwick, Margaret Avery, Lisa Vidal, Richard Brooks, Tika Sumpter, B.J. Britt, Raven Goodwin, Aaron D. Spears und Latarsha Rose verpflichtet. Die einstündige Pilotfolge der Serie wurde am 2. Juli 2013 auf BET ausgestrahlt. Die aus acht Episoden bestehende erste Staffel wurde seit dem 7. Januar 2014 ausgestrahlt. Da die Pilotfolge von vier Millionen Zuschauer, was ein Zielgruppen-Rating von 2,0 ergibt, gesehen wurde, verlängerte BET die Serie im September 2013, noch vor Ausstrahlung der ersten Staffel, um eine zweite Staffel. Die Ausstrahlung der ersten Staffel wurde am 25. Februar 2014 mit einer Doppelfolge beendet.
Die zwölf Folgen der zweiten Staffel wurden vom 3. Februar bis zum 21. April 2015 ausgestrahlt. Bereits zwei Tage nach Beginn der Ausstrahlung dieser Staffel verlängerte der Sender die Serie um eine dritte Staffel. Diese wurde vom 20. Oktober bis zum 15. Dezember 2015 ausgestrahlt. Anfang Januar 2016 bestellte BET eine vierte Staffel der Serie.

## Rezeption
Riema Al-Khatib, Autorin bei Serienjunkies.de, schrieb im Review zur Pilotfolge, dass, obwohl „Eine Fernsehmoderatorin auf der Suche nach Mr. Right […] nicht gerade außergewöhnlich spannend [klinge]“, der Pilotfilm eine „ordentliche Premiere“ sei. Der „große Reiz“ an der Serie sei „eindeutig Gabrielle Union“. Sie sei „vom ersten Moment [an] in ihrer Rolle sympathisch und wird trotz ihrer Anwesenheit in jeder Szene der langen Episode nie langweilig. Von ihrem leicht bedepperten Gesichtsausdruck beim Chatten über die gemurmelten Selbstgespräche zu den tränenreichen Momenten bleibt es eine Freude, ihr zuzusehen.“ Man könnte der Serie zwar „eine gewisse Soapigkeit […] angesichts einiger Handlungsstränge unterstellen“, allerdings würden „diese Plots dank der Leistung der Hauptdarstellerin und der ausgewogenen Mischung aus Dramatik und Komik nicht zu dröge.“ Des Weiteren schreibt sie im Fazit, dass BET „Mit Being Mary Jane vor allem eins geschaffen [habe]: eine wahnsinnig sympathische Protagonistin, von der man gerne mehr sehen möchte. Gabrielle Union spielt eine schlagfertige, sehr menschliche Frau, mit der man nach einer Episode bereits besser mitfühlen kann, als mit einigen länger bekannten Charakteren anderer Serien. Schade ist es dabei nur um die Nebencharaktere, die ein wenig zu kurz kommen und es nicht so richtig in die Herzen der Zuschauer schaffen.“
Die Serie erhielt bei Metacritic ein Metascore von 78/100 basierend auf 4 Rezensionen.